# Monts Pare
Les monts Pare sont une chaîne montagneuse de Tanzanie, elle est située entre les monts Usambara et le Kilimandjaro. Elle est partagée entre monts Pare septentrionaux qui culminent à 2 113 m et monts Pare méridionaux à 2 463 m d'altitude.

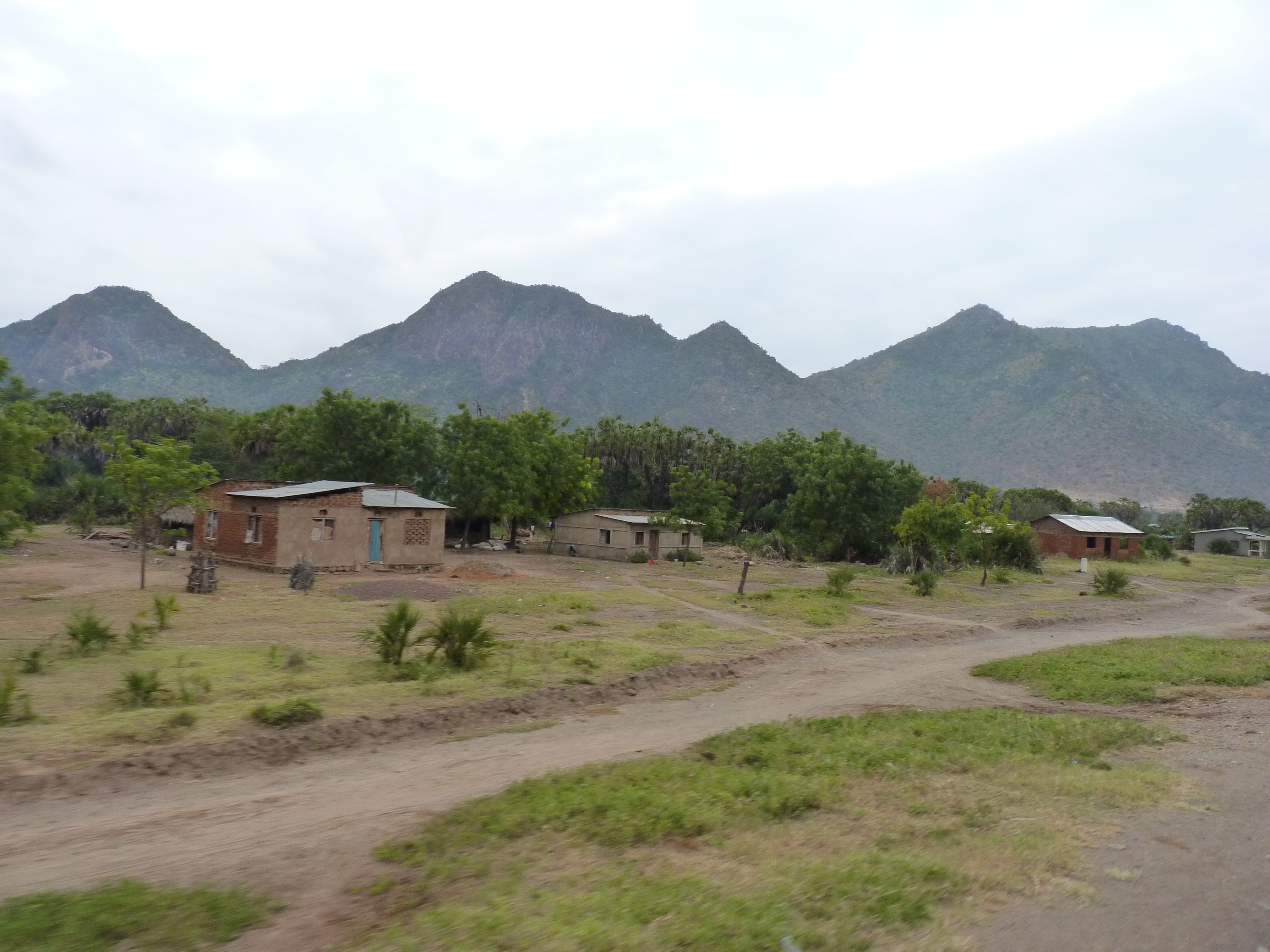
Vue des monts Pare septentrionaux.

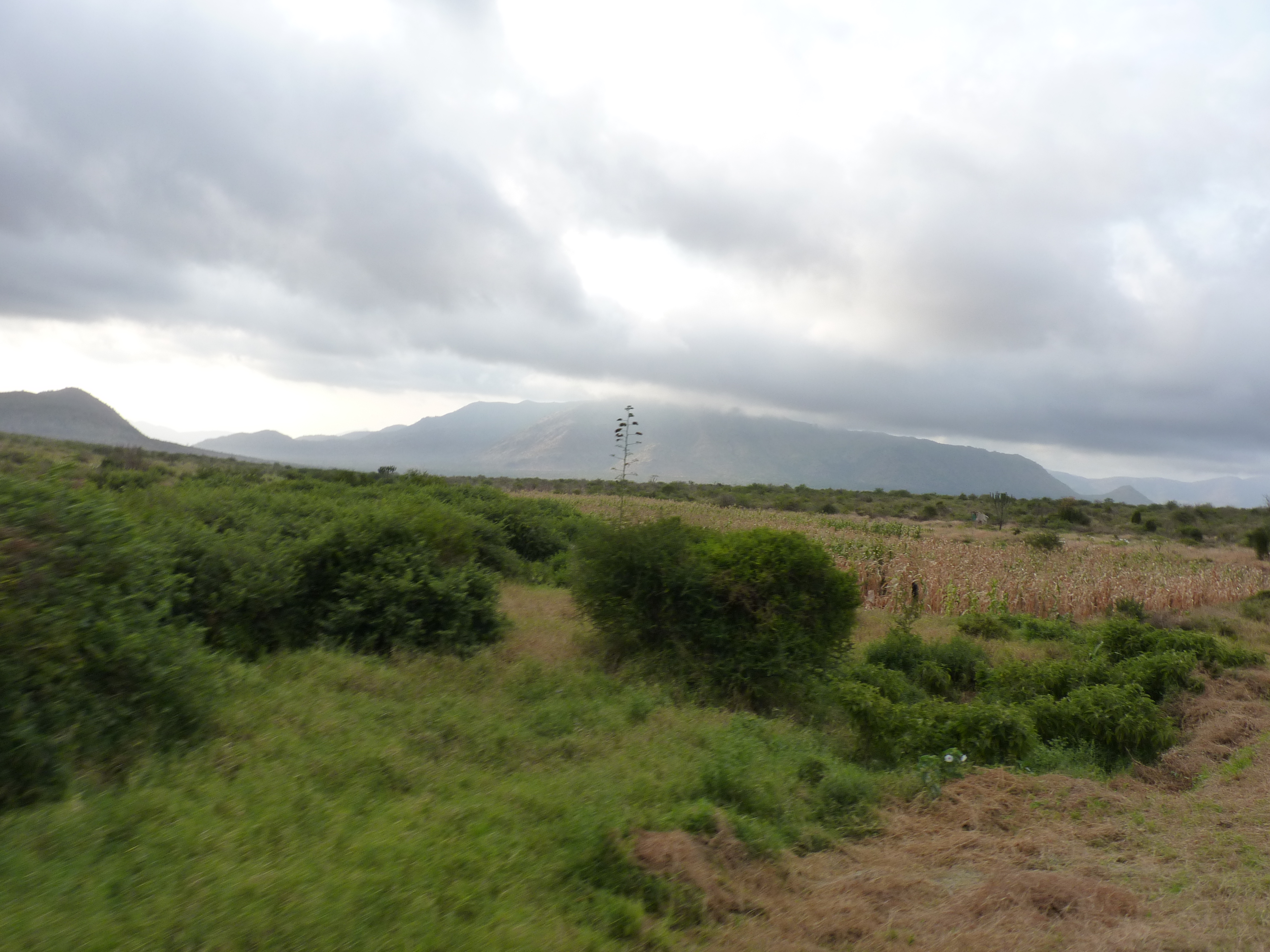
Vue des monts Pare méridionaux.